# Sultanat du Damagaram
 (mai 2020).
Si vous disposez d'ouvrages ou d'articles de référence ou si vous connaissez des sites web de qualité traitant du thème abordé ici, merci de compléter l'article en donnant les références utiles à sa vérifiabilité et en les liant à la section « Notes et références ».
En pratique : Quelles sources sont attendues ? Comment ajouter mes sources ?
1731–1899
Entités précédentes :
- Royaume du Kanem-Bornou

Entités suivantes :
- Territoire militaire de Zinder

Le sultanat de Damagaram est un État musulman précolonial du Sahel ; il a pour capitale la ville de Zinder à partir de 1736. La puissance du sultanat se construit par les guerres de conquêtes, les razzias d'esclaves et le contrôle du commerce.

## Géographie
Le sultanat de Damagaram, est un État musulman qui constitue un trait d'union entre le Sahara et le Sahel. Il a pour capitale la ville de Zinder, carrefour commercial cosmopolite où se mêlent commerçants nord-africains, caravaniers touaregs, paysans kanouris, haoussas et éleveurs peuls.

## Histoire

### Ascension
Le sultanat de Damagaram fut fondé en 1731 (à Damagaram Takaya, actuel Niger) par des aristocrates musulmans Kanouri, dirigés par Mallam (v. 1736-1743). Damagaram était au début un état vassal de l'empire Kanem-Bornu en décomposition. Il sut rapidement conquérir les états vassaux du Bornu occidental. Dans les années 1830, la petite bande de nobles et de fidèles de Bornu conquis le royaume de Myrria, les sultanats de Sassebaki (y compris Zinder). Au 19e siècle, Damagaram avait absorbé 18 états vassaux de Bornu dans la région.
Zinder est passé d'un petit village haoussa à un centre important du commerce transsaharien avec le déplacement de la capitale de Damagaram en 1736. La grande forteresse de la ville centrale du sud-est (Birni) a été construite peu de temps après, et est devenue une plaque tournante majeure pour le commerce au sud à travers Kano et à l'est jusqu'à Bornu. La ville haoussa et Zengou, sa banlieue touareg, se sont développées avec ce commerce.

### Apogée

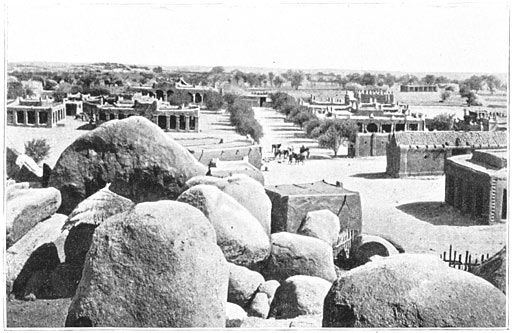
Vue de Zinder en 1906

Damagaram avait une relation mitigée avec l'autre grande puissance régionale, le califat de Sokoto au sud. Tandis qu'il fournissait de l'aide aux États réfugiés animés par les Hausa dirigés vers l'ouest (dans l'actuel Niger), formés à partir de la croupe des États conquis par le calife Sokoto, Damagaram a également maintenu de bonnes relations avec ses voisins du sud. Damagaram était assis à califourchon sur la principale route commerciale reliant Tripoli à Kano, l'un des sultanats de Sokoto les plus puissants, qui a fourni le moteur économique des deux États. Un commerce est-ouest du fleuve Niger à Bornu passait également par Zinder, rendant les relations avec les voisins animistes comme Maradi ou les Gobirwa aussi rentables, et donc importantes. Damagaram a également couvert certaines des mines d'évaporation les plus productives de Bornu dans l'ouest de Bornu, ainsi que des fermes produisant des plumes d'autruche, très appréciées en Europe.
Au milieu du XIXe siècle, les voyageurs européens estimaient que l'État couvrait quelque 70 000 kilomètres carrés et comptait plus de 400 000 habitants, principalement des Hausa, mais aussi des Touaregs, des Peuls, des Kanuri, des Arabes et des Toubou. Au centre de l'État se trouvait la famille royale, un sultan (en haoussa le Sarkin Damagaram) avec de nombreuses épouses (environ 300 épouses d'après le visiteur Heinrich Barth en 1851) et des enfants, et une tradition de succession directe (au fils ou au frère) qui a atteint 26 dirigeants en 1906. Le sultan a gouverné par les activités de deux officiers principaux: Ciroma (commandant militaire et Premier ministre) son héritier apparent Yakudima. À la fin du xixe siècle, Damagaram pouvait déployer une armée de 5 000 cavaliers, 30 000 fantassins et une douzaine de canons, qu'ils produisaient à Zinder. Damagaram pourrait également faire appel aux forces des alliés Kel Gres Touareg qui ont formé des communautés près de Zinder et d'autres parties du sultanat.

### Conquête française

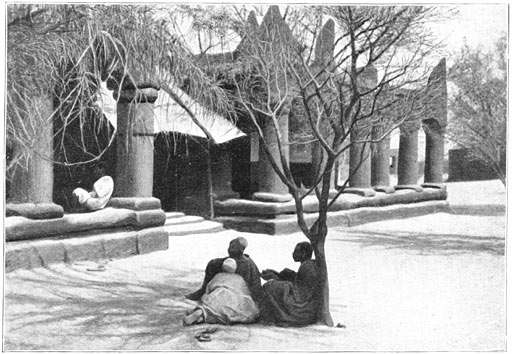
Palais des Sultans, Zinder (1906)

Lorsque les Français sont arrivés en force dans les années 1890, Zinder était la seule ville de plus de 10 000 habitants dans l'actuel Niger. Damagaram s'est retrouvée menacée par des incursions européennes bien armées à l'ouest et par les forces conquérantes de Rabih az-Zubayr à l'est et au sud. En 1898, une force française dirigée par le capitaine Marius Gabriel Cazemajou a passé trois semaines sous la protection du sultan à Damagaram. Cazemajou avait été dépêché pour former une alliance contre les Britanniques avec Rabih, et la cour du sultan était alarmée par la perspective que leurs deux nouvelles menaces les plus puissantes se lient. Cazemajou a été assassiné par une faction à la cour, et le reste des Français s'est enfui, protégé par d'autres factions. En 1899, les éléments reconstitués de la malheureuse mission Voulet-Chanoine sont finalement arrivés à Damagaram en route pour venger la mort de Cazemajou. Réunis le 30 juillet à la bataille de Tirmini, à 10 km de Zinder, les troupes sénégalo-françaises bien armées ont vaincu le sultan et pris la capitale de Damagaram. L'armée coloniale française établit à Zinder, le chef-lieu du 3e territoire militaire du Niger en 1899.

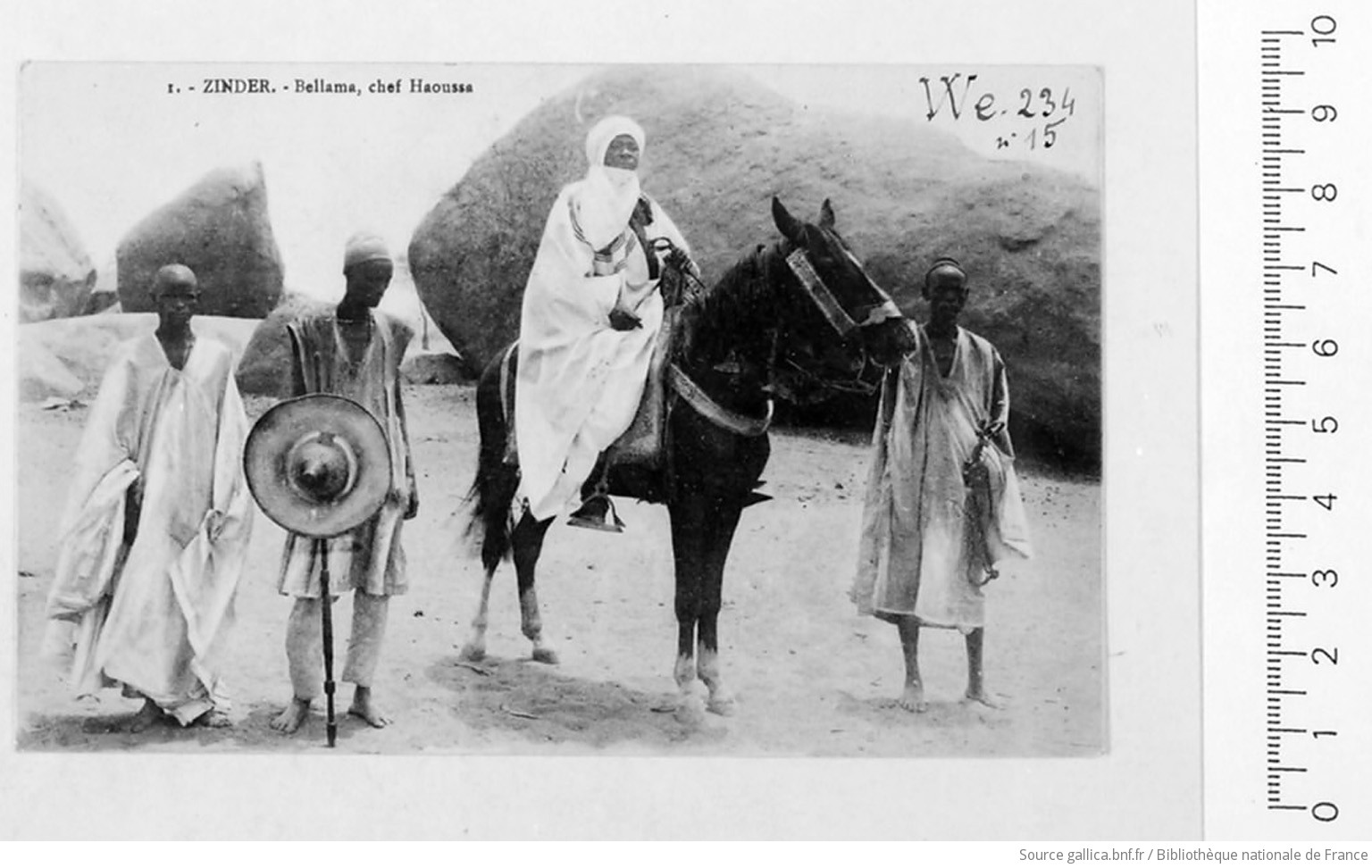
Le Bellama se met en scène comme un souverain

Le frère du sultan Ahmadou mai Roumji, qui avait auparavant pris parti pour les Français, est placé sur le trône en 1899 en tant que sultan Ahamadou dan Bassa. Toutefois, sa légitimité est faible, il est un candidat par défaut même pour les Français qui lui auraient préféré son frère Sidi, qui avait la faveur des notables mais était introuvable. Le 7 mars 1906, des rumeurs de complots gagnent le camp des tirailleurs sénégalais. Dans un contexte de profonde méfiance des Français à l’égard des centres islamiques du Sokoto et la peur d’un soulèvement, le sultan est destitué à la suite d’une enquête à charge menée par le commandant Henri Gadel. Un examen récent du dossier montre que les Français ont également été instrumentalisés, au cours de leur enquête, par des marchands et le bellama, l’eunuque du sarki. De fait, après c’est le bellama qui a pris le pouvoir : le sultanat est aboli, aucun sarki n'est désigné, et l'eunuque assume, sans en avoir le titre, les anciennes fonctions du souverain.
La lignée royale ait été restaurée en 1923. Le sultanat continue de fonctionner dans une fonction cérémonielle au xxie siècle. En 1926, à la suite des craintes de révoltes haoussa et à l'amélioration des relations avec les Djermas de l'ouest, la capitale a été transférée au village de Niamey.

## Économie
La richesse de Damagaram provenait de trois sources principales : les impôts et les revenus du commerce des caravanes, la capture et l’échange d’esclaves, et les impôts intérieurs.
Dans le commerce caravanier, le Damagaram exportait principalement les esclaves, le mil et les plumes d'autruches. Il importait principalement le sel et les armes à feu. Le marché de Zinder est estimé avoir vendu 3 000 esclaves par année. Leur prix variait entre 10 000 et 45 000 cauris. Le royaume effectuait des raids pour se ressourcer en esclaves, parfois même contre ses propres sujets.
Le fonctionnement interne du royaume reposait aussi en partie non négligeable sur les esclaves. L'armée était en majorité composée de soldats esclaves. Des esclaves exécutaient des travaux champêtres, les corvées d'eau et la coupe de bois, et d'autres servaient dans l'administration du royaume.

## Politiques environnementales
Damagaram était à l’origine une zone de chasse et de cueillette. Au fur et à mesure que le sultanat se développait, les dirigeants encourageaient la population rurale à adopter l’agriculture. La plupart des terres, en particulier celles entourant la capitale Zinder, appartenaient au Sultan et à quelques notables. Les personnes qui détenaient des terres étaient obligées de rendre un tribut annuel au sultan ».
Afin de limiter la dégradation de l'environnement de cette conversion à l'agriculture, le sultan Tanimoune (1854-1884) appliqua des lois pour interdire la coupe de certains arbres, en mettant particulièrement l'accent sur le gawo (Faidherbia albida) avec ses propriétés fertilisantes : « Celui qui coupe un arbre de gawo sans autorisation se fera couper la tête ; celui qui le mutile sans raison aura un bras coupé. »[réf. nécessaire] Le sultan et plus tard ses successeurs ont également procédé à planter des arbres, des gawos en particulier, et dispersé les graines dans tout l’empire. D'autres arbres protégés étaient les aduwas (Balanites aegyptiaca), kurna ou magaria (Ziziphus spina-christi et Ziziphus mauritiana), madaci dirmi (Khaya senegalensis), magge et gamji (Ficus spp.). La période de jachère pour la terre à cette époque était de six ans.
L'autorité que le sultan revendiquait sur les arbres était une nouvelle pratique, rompant avec les vues coutumières sur les arbres au Sahel. Traditionnellement, les arbres étaient considérés comme des « dons des dieux » et ne pouvaient être possédés par aucun individu, mais appartenaient soit aux esprits de la brousse, soit à Dieu. Les politiques du sultan Tanimoune introduisirent une nouvelle perception : l'on nomma ces arbres les « arbres du sultan ».

## Chronologie des sultans
Cette liste recense les sultans de Zinder depuis 1731 :
- 1731 - 1746 : Malam Younous Damagrmi, né en 1688, mort en 1746
- 1746 - 1757 : Baba dan Malam
- 1757 - 1775 : Tanimoun Babami
- 1775 - 1782 : Assafa dan Tanimoun, mort en 1782
- 1782 - 1787 : Abaza dan Tanimoun
- 1787 - 1790 : Mahaman dan Tanimoun Babou Tsaba
- 1790 - 1799 : Daoudou dan Tanimoun
- 1799 - 1812 : Amadu dan Tanimoun Na Cihanza
- 1812 - 1822 : Saleman dan Tintouma, mort en 1831
- 1822 - 1841 : Ibram dan Saleman (1er règne)
- 1841 - 1843 : Tanimoun dan Saleman Baki Jataw, Dari (3e règne), né en 1811 mort en 1885
- 1843 - 1851 : Ibram dan Saleman (2e règne), mort en 1851
- 1851 - 1880 : Tanimoun dan Saleman Baki Jataou, Dari (2e règne) 1851 - 1851 : Mahaman Kace dan Ibram, régna durant quelques mois
- 1880 - 1880 : Kiyari dan Tanimoun, régné durant quelques mois
- 1880 - 1885 : Tanimoun dan Saleman Baki Jataou, Dari (3e règne)
- 1885 - 1893 : Saleman dan Aysa dan Tanimoun Karami
- 1893 - 1899 : Amadou dan Tanimoun May Roumdji, Kouran Daga. Il a résisté contre la colonisation française, le capitaine Cazemajou pérît sous son coup. Il est mort en 1899
- 1899 - 1906 : Amadou dan Tanimoun (dan Basa)
- 1906 - 1921 : Ousman Bellama, régent en 27 février 1921, vacant en 27 février 1923
- 1923 - 1950 : Barma Moustafa
- 1950 - 1978 : Sanda Oumaru dan Amadou, mort en 1978
- 1978 - 2000 : Aboubacar Oumarou Sanda né en 1950
- 2001 - 2011 : Mamadu Moustafa, né en 1942
- Depuis le 29 juin 2011 : Aboubacar Oumarou Sanda né en 1950